# Хорватов избор
Хорватов избор је југословенски филм из 1985. године. Режирао га је Едуард Галић, а сценарио је написао Иво Штивичић по делу Мирослава Крлеже.

## Радња
Године 1918. Први светски рат је при крају, а Аустро-Угарска је у распаду. Загребачки новинар Крешимир Хорват се одлучи у тим хаотичним временима отићи на село, надајући се да ће тамо наћи мир. Долази у Вучјак, гдје се запосли као сеоски учитељ и започне аферу с удатом женом, Маријаном Маргетић. Поред Маријане, ту је и Ева, која се такође загледала у привлачног дошљака. У околним шумама пак делује тзв. зелени кадар - војни дезертери, па на то подручје долази војна полиција. Хорватов жељени мир даљи је но икад.

## Улоге
| Глумац             | Улога             |
| ------------------ | ----------------- |
| Раде Шербеџија     | Крешимир Хорват   |
| Милена Дравић      | Маријана Маргетић |
| Мира Фурлан        | Ева               |
| Фабијан Шоваговић  | Лазар Маргетић    |
| Звонко Лепетић     |                   |
| Мустафа Надаревић  | Винко Бенчина     |
| Едо Перочевић      | Јакоб             |
| Звонимир Ференчић  | Грго Томерлин     |
| Божидар Смиљанић   |                   |
| Душко Валентић     | Лојзек            |
| Душко Груборовић   |                   |
| Младен Васари      | Рунац             |
| Људевит Галић      |                   |
| Драган Миливојевић | Краус-Рајтерић    |
| Влатко Дулић       | Полуган           |
| Младен Шермент     | Маријан Ханзек    |
| Крешимир Зидарић   |                   |
| Емил Глад          |                   |
| Адам Ведерњак      | Наредник Крпан    |
| Лена Политео       |                   |
| Предраг Петровић   |                   |
| Иван Ловричек      | Перек             |
| Стево Крњајић      |                   |
| Отокар Левај       | Стрелец           |
| Данило Попржен     | Илија             |

## Награде
Златна арена за музику - Пула 1985.